# 有限次元分布
数学における有限次元分布（ゆうげんじげんぶんぷ、英: finite-dimensional distributions）とは、測度論および確率過程の分野に登場するある道具のことを言う。ある測度（あるいは過程）のある有限次元ベクトル空間（あるいは有限時間の全体）への上への「射影」を調べることで、多くの情報が得られる。

## 測度の有限次元分布
{\displaystyle (X,{\mathcal {F}},\mu )} をある測度空間とする。{\displaystyle \mu } の有限次元分布とは、任意の可測函数 {\displaystyle f:X\to \mathbb {R} ^{k}}, {\displaystyle k\in \mathbb {N} } に対する押し出し測度 {\displaystyle f_{*}(\mu )} のことを言う。

## 確率過程の有限次元分布
{\displaystyle (\Omega ,{\mathcal {F}},\mathbb {P} )} をある確率空間とし、{\displaystyle X:I\times \Omega \to \mathbb {X} } をある確率過程とする。{\displaystyle X} の有限次元分布とは、{\displaystyle k\in \mathbb {N} } に対する直積空間 {\displaystyle \mathbb {X} ^{k}} 上の押し出し測度
{\displaystyle \mathbb {P} _{i_{1}\dots i_{k}}^{X}(S):=\mathbb {P} \left\{\omega \in \Omega \left|\left(X_{i_{1}}(\omega ),\dots ,X_{i_{k}}(\omega )\right)\in S\right.\right\}}
のことを言う。
この条件は頻繁に、可測な長方形領域を用いて次のように表現される。
{\displaystyle \mathbb {P} _{i_{1}\dots i_{k}}^{X}(A_{1}\times \cdots \times A_{k}):=\mathbb {P} \left\{\omega \in \Omega \left|X_{i_{j}}(\omega )\in A_{j}\mathrm {\,for\,} 1\leq j\leq k\right.\right\}.}
ある過程 {\displaystyle X} の有限次元分布の定義は、次のようにして測度 {\displaystyle \mu } の定義と関連付けられる：{\displaystyle X} の法則 {\displaystyle {\mathcal {L}}_{X}} とは、{\displaystyle I} から {\displaystyle \mathbb {X} } への函数の全体 {\displaystyle \mathbb {X} ^{I}} 上のある測度であったことを思い出されたい。一般に、これは無限次元空間となる。{\displaystyle X} の有限次元分布は、有限次元直積空間 {\displaystyle \mathbb {X} ^{k}} 上の押し出し測度 {\displaystyle f_{*}\left({\mathcal {L}}_{X}\right)} である。ここで
{\displaystyle f:\mathbb {X} ^{I}\to \mathbb {X} ^{k}:\sigma \mapsto \left(\sigma (t_{1}),\dots ,\sigma (t_{k})\right)}
は自然な「時間 {\displaystyle t_{1},\dots ,t_{k}} での評価」の函数である。

## 緊密性との関連
確率測度の列 {\displaystyle (\mu _{n})_{n=1}^{\infty }} が緊密で、{\displaystyle \mu _{n}} のすべての有限次元分布が対応するある確率測度 {\displaystyle \mu } の有限次元分布に弱収束するなら、{\displaystyle \mu _{n}} は {\displaystyle \mu } に弱収束する。